# Моисеев, Данила Иванович
Данила Иванович Моисеев (25 июля 1998, Челябинск) — российский хоккеист, нападающий.
На юношеском уровне играл за челябинские клубы «Трактор» и «Белые Медведи». В МХЛ дебютировал в сезоне 2015/16 в составе «Авто» Екатеринбург. Со следующего сезона стал играть в команде МХЛ «Русские витязи» Чехов. 3 октября 2017 года дебютировал в КХЛ за «Витязь» Чехов. Перед сезоном 2021/22 перешёл в СКА. Летом 2023 года СКА обменял Моисеева в «Ладу» на денежную компенсацию.